# Juniorska ABA Liga MVP
La Juniorska ABA Liga MVP è il premio conferito dalla Lega Adriatica U-19 al miglior giocatore della stagione.

## Vincitori
| Stagione  | Nazionalità   | Giocatore         | Squadra         |
| --------- | ------------- | ----------------- | --------------- |
| 2017-2018 | Georgia       | Goga Bitadze      | Mega Belgrado   |
| 2018-2019 | Croazia       | Roko Prkačin      | Cibona Zagabria |
| 2019-2020 | non assegnato | non assegnato     | non assegnato   |
| 2020-2021 | Serbia        | Nikola Jović      | Mega Belgrado   |
| 2021-2022 | Montenegro    | Andrija Grbović   | Mega Belgrado   |
| 2022-2023 | Serbia        | Nikola Đurišić    | Mega Belgrado   |
| 2023-2024 | Serbia        | Bogoljub Marković | Mega Belgrado   |